# Billaea giacomeli
Billaea giacomeli är en tvåvingeart som beskrevs av Guimaraes 1977. Billaea giacomeli ingår i släktet Billaea och familjen parasitflugor. Inga underarter finns listade i Catalogue of Life.